# 宇部市文化会館
宇部市文化会館（うべしぶんかかいかん）は、山口県宇部市にある文化施設。一般財団法人宇部市文化創造財団が運営。

## 概要
宇部市における文化活動の拠点として、宇部市渡辺翁記念会館の隣接地に総工費9億6800万円をかけて建設された。同記念会館と同じく、宇部市内に数多く存在する村野藤吾の建築作品のひとつである。
施設の規模は、鉄筋コンクリート地上3階一部4階、建築面積1,476平方メートル、延床面積3,581平方メートルである。3階には舞台装置を完備し約500人を収納可能な「文化ホール」がある。

## 沿革
- 1978年（昭和53年）6月28日 - 着工。
- 1979年（昭和54年）10月23日 - 竣工。
- 1979年（昭和54年）11月1日 - 開館。

## アクセス
- 電車： JR宇部新川駅下車 徒歩3分
- バス： 宇部市交通局「宇部新川駅」バス停 徒歩3分
- 無料駐車場200台